# 기아 스포츠

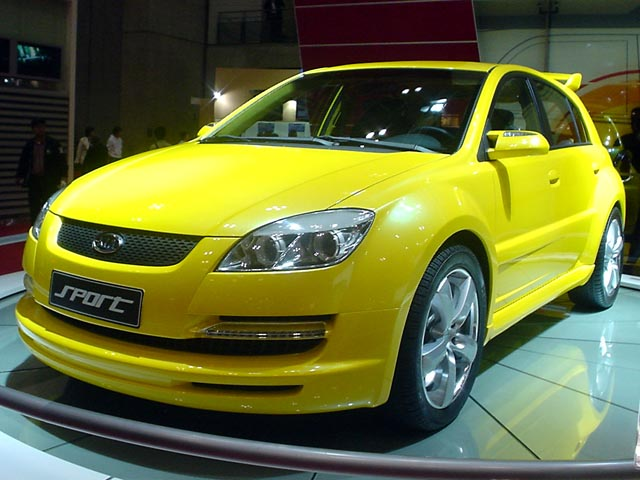
2005년 도쿄 모터쇼에 전시된 기아 스포츠

기아 스포츠는 기아의 컨셉트카이다. 기아 뉴 프라이드의 원형 모델이며, 개발명 KND-1이다.